# Ogród Zoologiczny w Zurychu

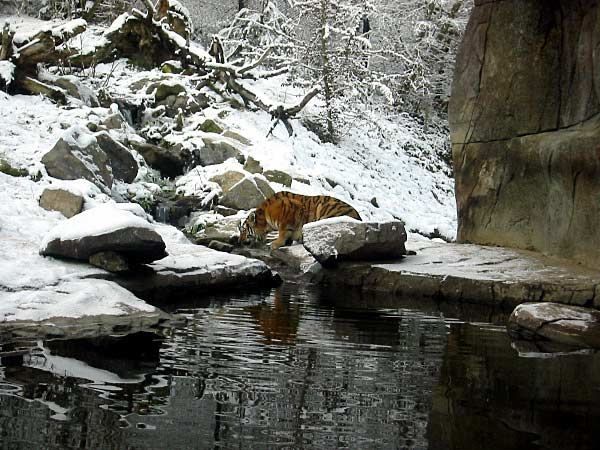
Wybieg dla tygrysów

## Położenie
Zürich Zoologischer Garten leży na terenie miasta Zurych w Szwajcarii. Dokładniej na Zürichberg w dzielnicy Fluntern. Dojechać można tam za pomocą kolei linowej lub tramwajem.

## Historia
Pomysł na powstanie zoo powstał w roku 1925, gdy miasto dostało w prezencie dwa lwy. Przez dłuższy czas nie wiadomo było co z nimi zrobić. 28 października 1928 powstało Genossenschaft Zoologischer Garten.
7 września 1929 powstał ogród zoologiczny, który otrzymał nowy teren, gdzie miał się rozwijać.
Zoo składało się z kilku głównych budynków, takich jak woliera, akwaria, terrarium, klatki dla małp, wybieg dla słoni i niedźwiedzi. W czasie pierwszego tygodnia od otwarcia zoo odwiedziło 20 835 gości. Pierwsze lata funkcjonowania zoo nie były łatwe. Miała miejsce pryszczyca, chłodne zimy oraz II wojna światowa. Zoo musiało zaciągnąć kredyt u miasta i w kantonie.
W latach osiemdziesiątych zoo podjęło prace nad rozbudową i renowacją budynków. Został wybudowany dom afrykański dla hipopotamów i nosorożców oraz duży dom dla małp, słonie także otrzymały nowy budynek. Główne budynki w zoo zostały gruntownie i od podstaw wyremontowane.
W roku 1955 liczba odwiedzających zoo po raz pierwszy przekroczyła milion. Liczba ta nie zwiększała się zbytnio przez kolejne 30 lat. Od narodzin dwóch słoniątek w latach osiemdziesiątych (Komali 1984 i Panang 1989) liczba zwiedzających zaczęła szybko rosnąć. Został ułożony plan (Masterplan 2020), według którego zoo będzie się rozbudowywało. Plan zakłada m.in. wybudowanie pomieszczenia dla niedźwiedzi (1995), Himalaya-Anlage (2001) i hala Masoala-Regenwaldhalle (2003) (hala z roślinami i zwierzętami z lasów deszczowych Madagaskaru). W 2003 roku zoo odwiedziło 1,6 milionów gości, zaś w roku 2004 było ich już 1 870 000 (przyszli w deszcz i zimno na otwarcie Masoalahalle). 16 lipca 2005 zoo odwiedziło 30 968 osób, a przyszli aby zobaczyć otwarcie Naturwerkstatt.

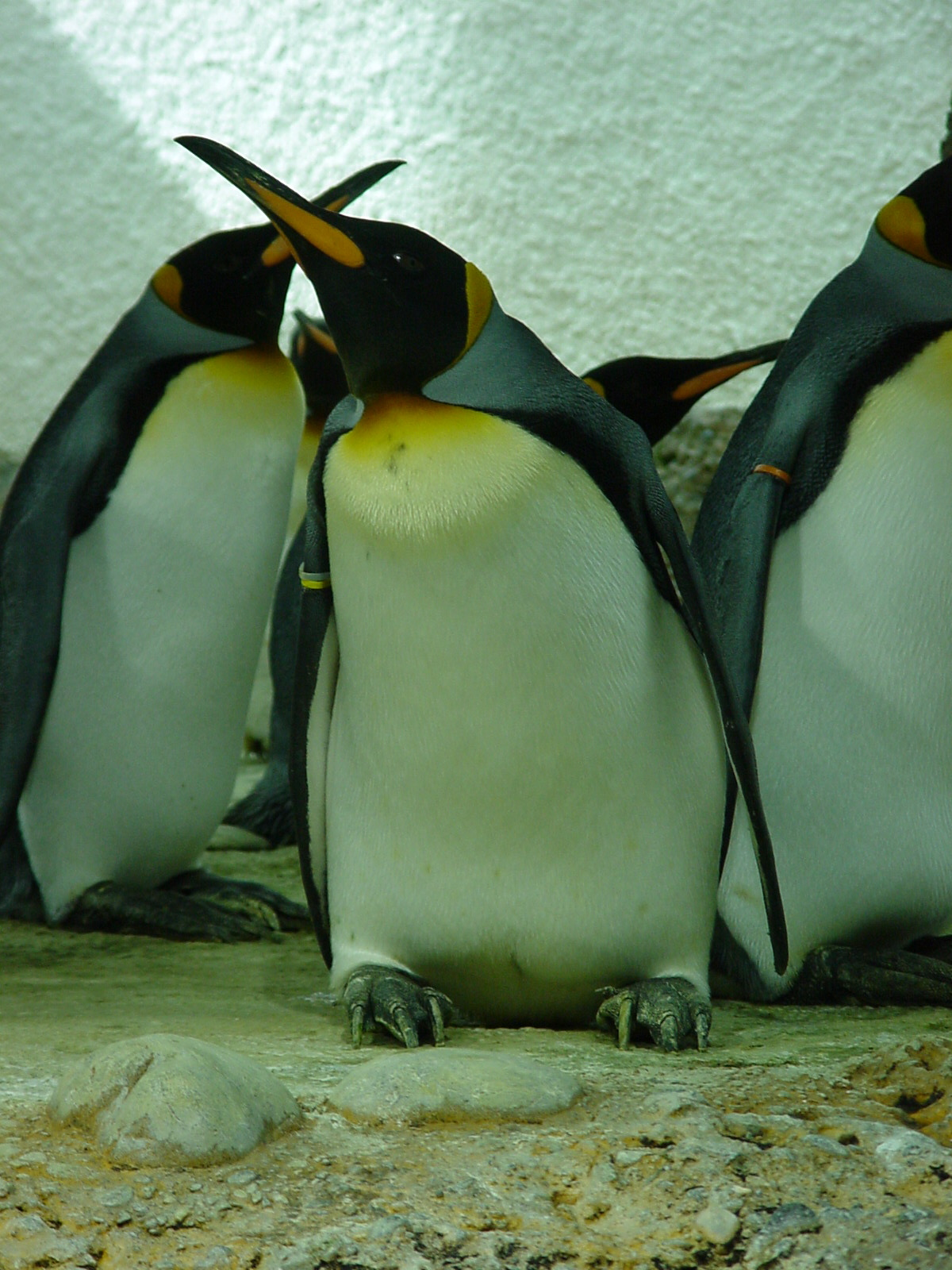
Pingwiny

## Masterplan 2020
W roku 1992 powstała nowa koncepcja na rozbudowę zoo na kolejne 30 lat. Nowy dyrektor Alex Rübel postanowił, że nie będzie wystawiał więcej zwierząt lecz postanowił wybudować budynki, w których będą znajdowały się ekosystemy takie jak np. ekosystem Eurazji, Ameryki Południowej i Azji – zoo będzie podzielone geograficznie.

### Wybudowane
- Południowoamerykański mglisty-górski las
- Wilgotny obszar Europy
- Zoolino
- Las deszczowy Masoala

### W budowie
- Suchy las Indii (indyjskie lwy, azjatycka wydra); czas budowy 2005–2006

### Zaplanowane projekty
- Park słoni
- Etiopskie góry

### Dalsze projekty do roku2020
- Południowoamerykański las deszczowy
- Afrykański las deszczowy
- Sawanna
- Azjatycka pustynia

## Stan zwierząt
W zoo znajduje się po parze z około 380 gatunków zwierząt. Łącznie zwierząt jest około 2200.

## Atrakcje

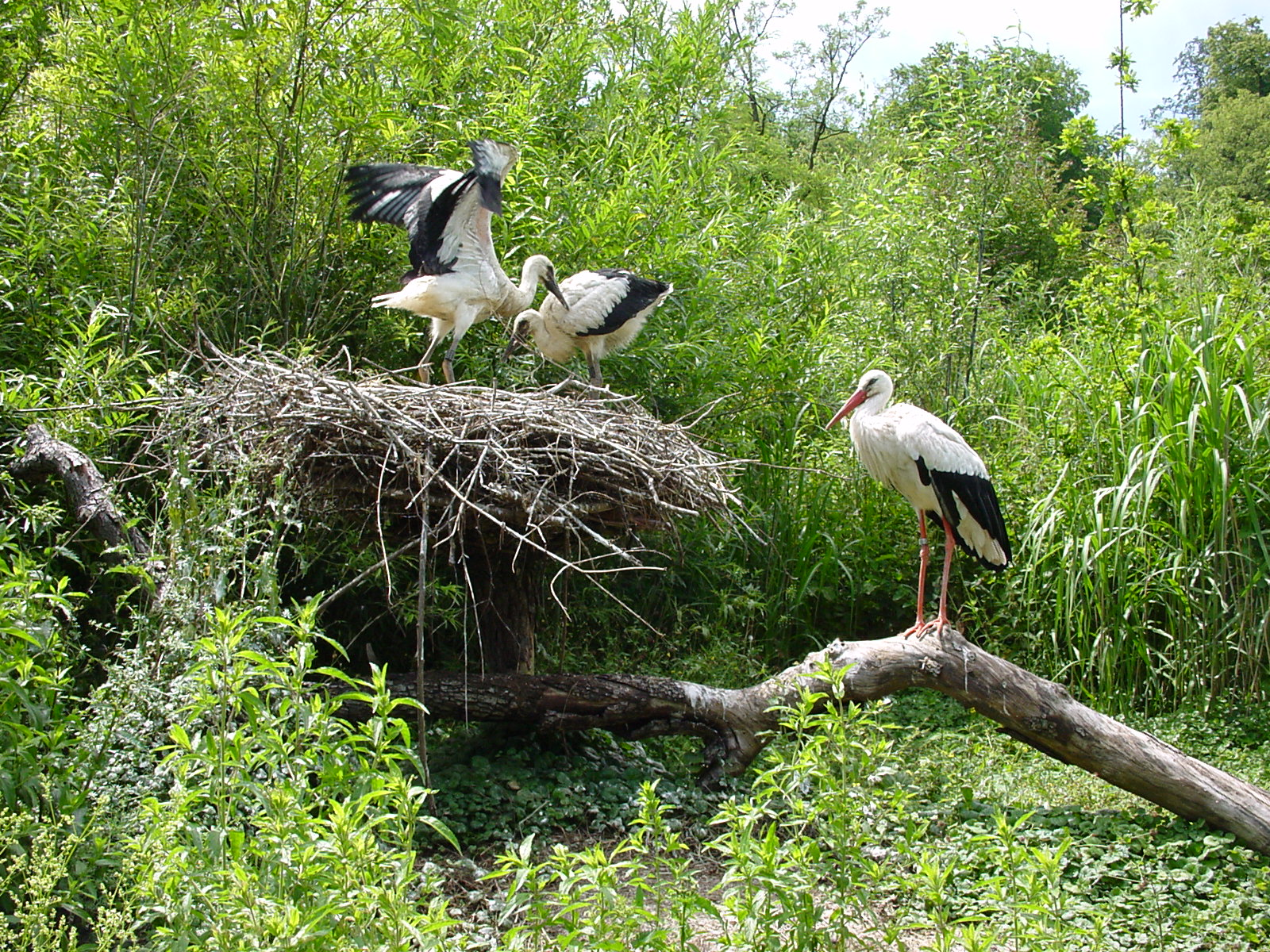
Bociany w zoo

### Południowoamerykański las mglisty
Budynek został otwarty w 1995 roku, ma powierzchnię około 2500 m², żyją tam m.in. niedźwiedzie okularowe.

### Wilgotna część Europy
Żyją tu m.in. europejskie ptaki np. bociany, które mogą odlatywać na zimę do ciepłych krajów lub pozostać w zoo. Żółwie błotne można często, gdy zażywają kąpieli słonecznych. Zwiedzający mogą przejść kładką przez ten obszar.

### Himalaya-Anlage
Mieszkańcy tego terenu (tygrys syberyjski, wilki, pantera śnieżna, panda mała) są w większości rozdzielone. Zwierzętom stworzono środowisko podobne do naturalnego.

### Masoala-Halle

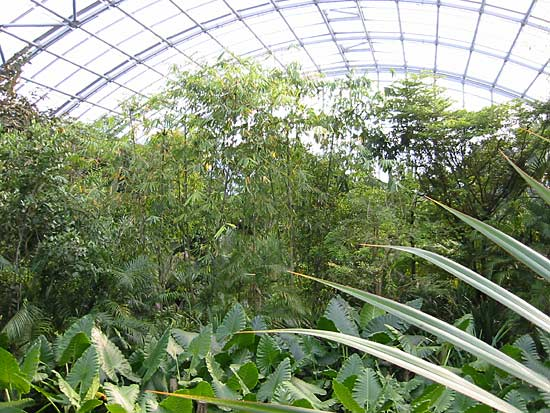
Masoala - las deszczowy

Przeszklona hala poświęcona zwierzętom i roślinom z tropikalnych lasów deszczowych Madagaskaru - jej nazwa pochodzi od madagarskiego Parku Narodowego Masoala.

### Elefantenhaus
Teren ze słoniami azjatyckimi został czasowo zamknięty w 2005 roku. Małe słonie są ulubieńcami prasy. 1 maja i 24 lipca przyszły na świat młode słonie.

### Zoolino
Jest to mini zoo dla dzieci. Są tam m.in. kury, świnie, kaczki, konie itp.

### Hauptgebäude
Znajdują się tutaj terraria i akwaria. Są tu np. krokodyle i pingwiny królewskie, które w zimie są wypuszczane na wybieg, zaś w lecie mieszkają w pomieszczeniu specjalnie dla nich przygotowanym.